# Oberrieden (Zurich)
Pour les articles homonymes, voir Oberrieden.
Oberrieden est une commune suisse du canton de Zurich, située dans le district de Horgen.

Photo aérienne (1955).